# Mettlach
Mettlach is een gemeente in de Duitse deelstaat Saarland, en maakt deel uit van de Landkreis Merzig-Wadern. Ze ligt dicht bij het groothertogdom Luxemburg.
Mettlach telt 12.043 inwoners. Het is een van de belangrijkste steden waar porselein werd geproduceerd. Het internationale concern Villeroy & Boch AG heeft hier sinds 1801 een vestiging in de voormalige abdij van de stad. Het is de hoofdzetel van deze onderneming.
De rivier de Saar stroomt door Mettlach. Op het grondgebied van de gemeente maakt de rivier een U-bocht, een meander, de Saarschleife.

## Afbeeldingen

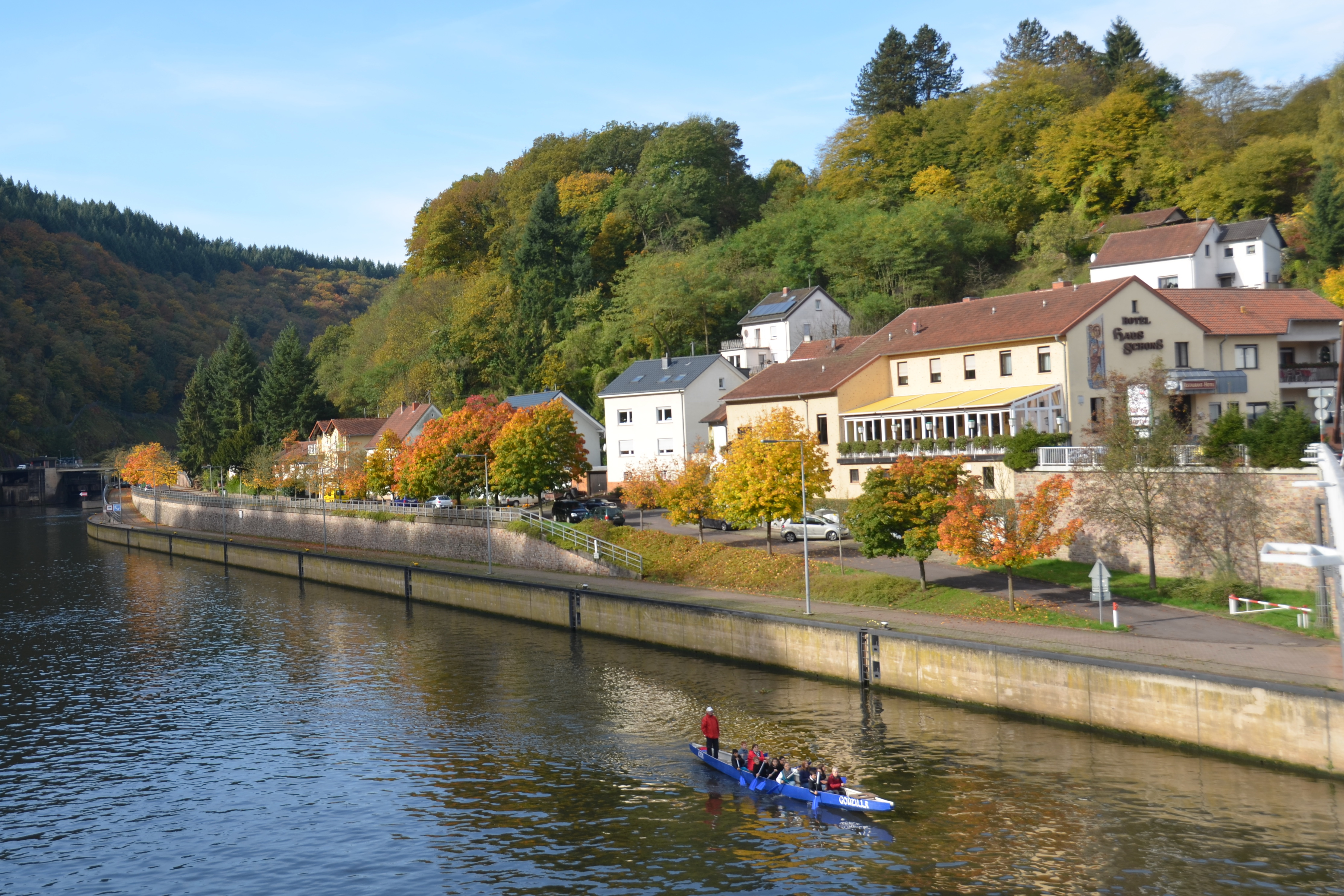
Gezicht op Mettlach
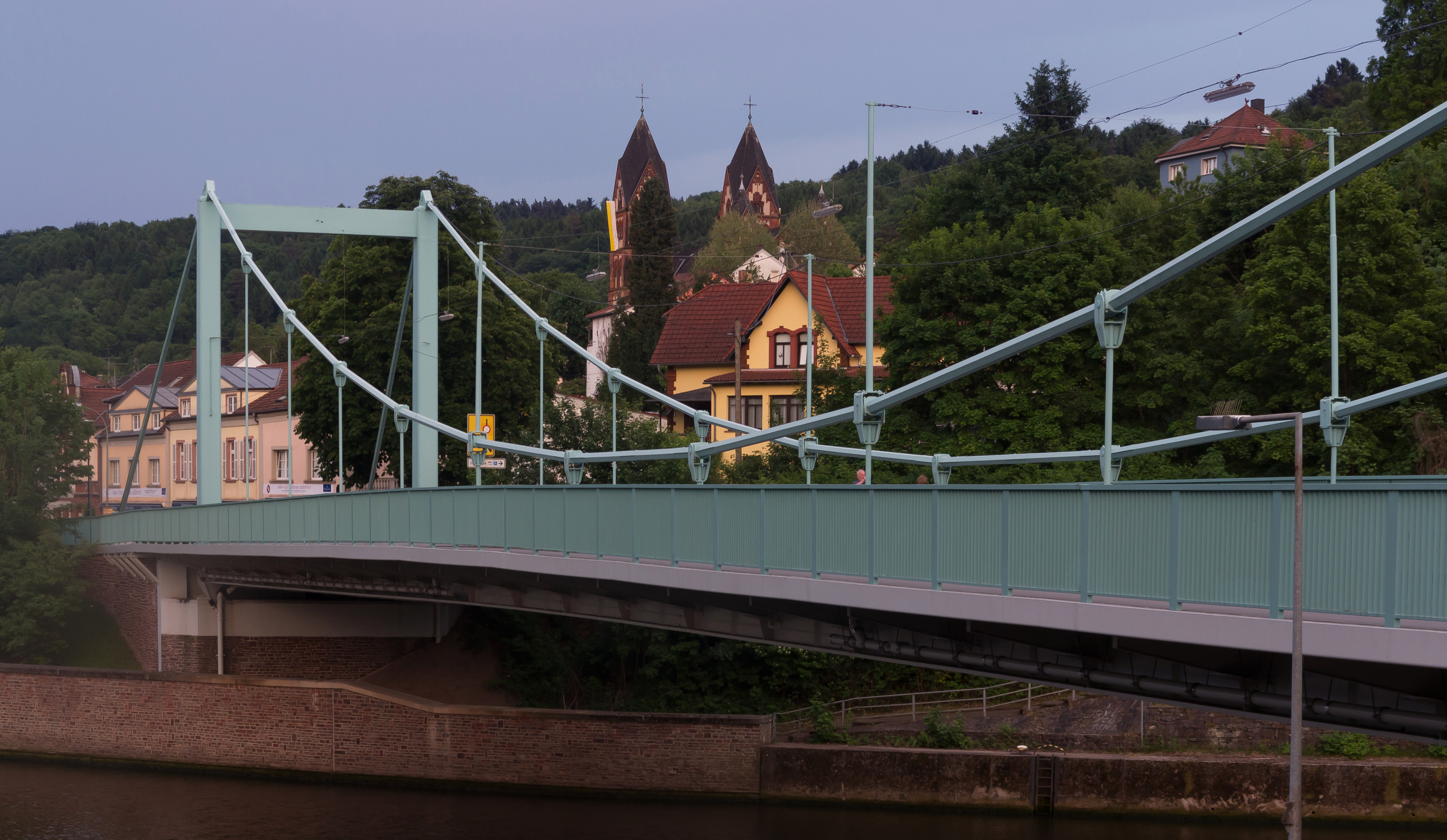
Brug over de Saar met kerk (Kirche Sankt Lutwinus)
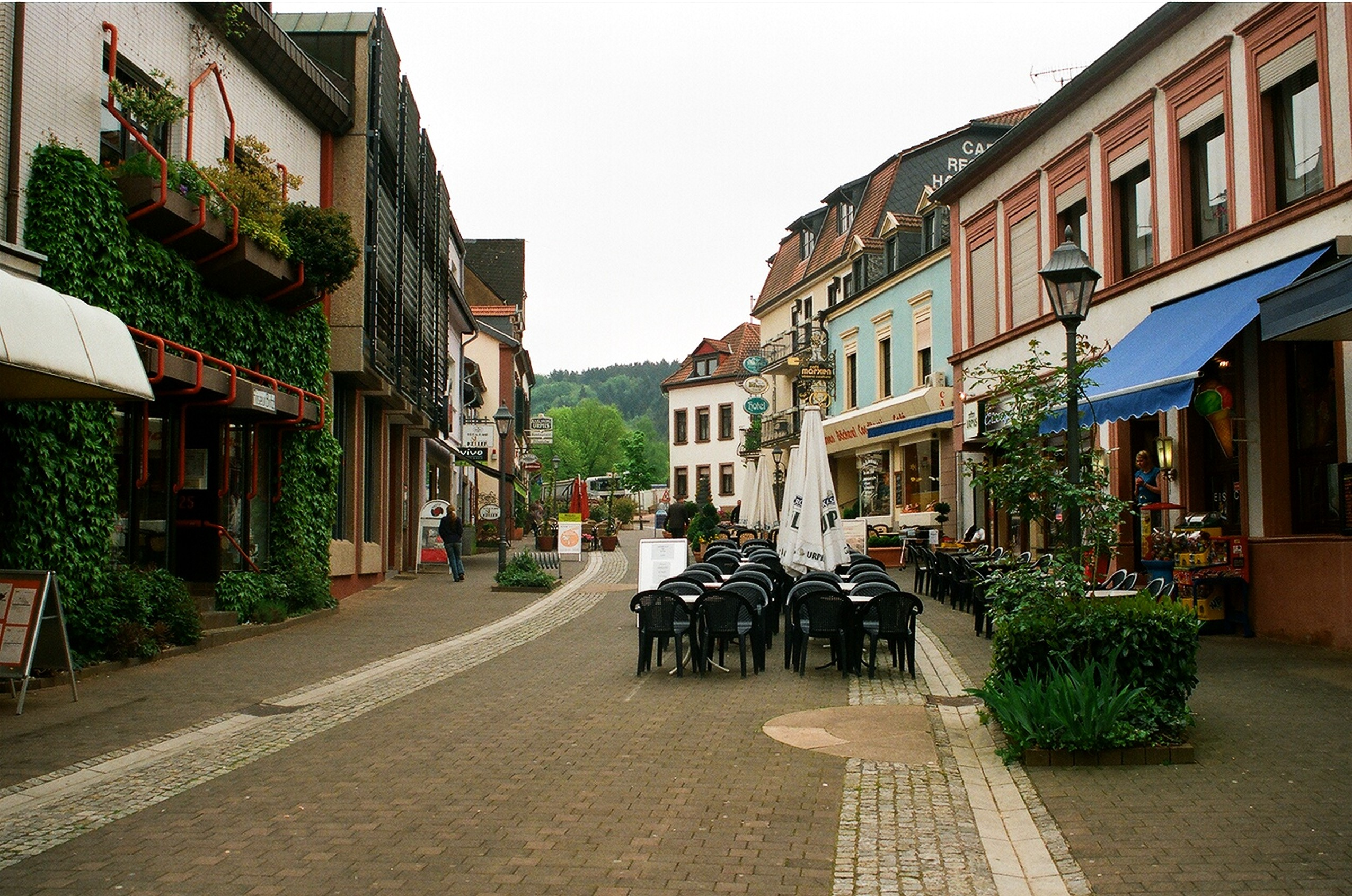
Freiherr-vom-Stein-Straße
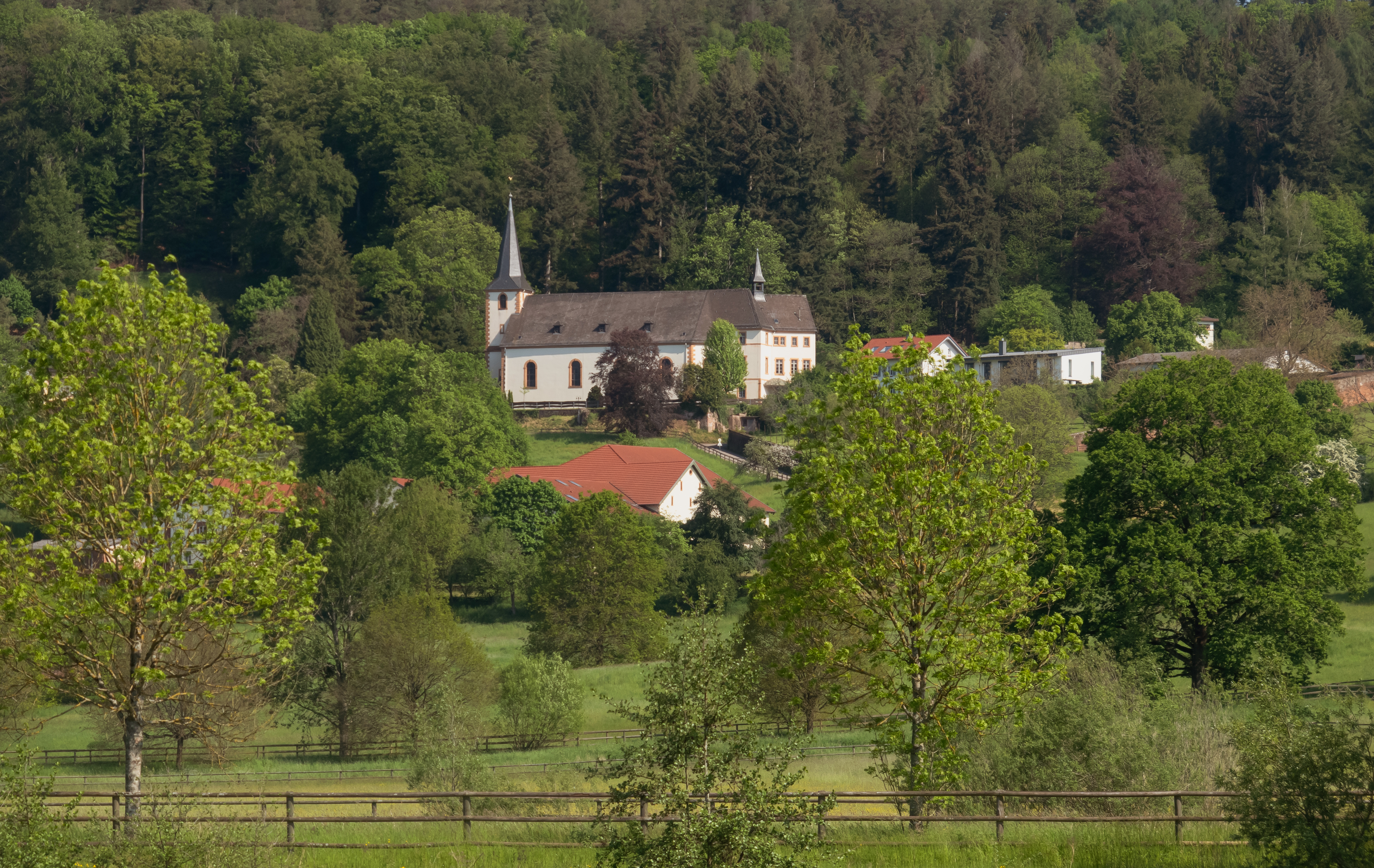
Kerk; Kirche Sankt Gangolf
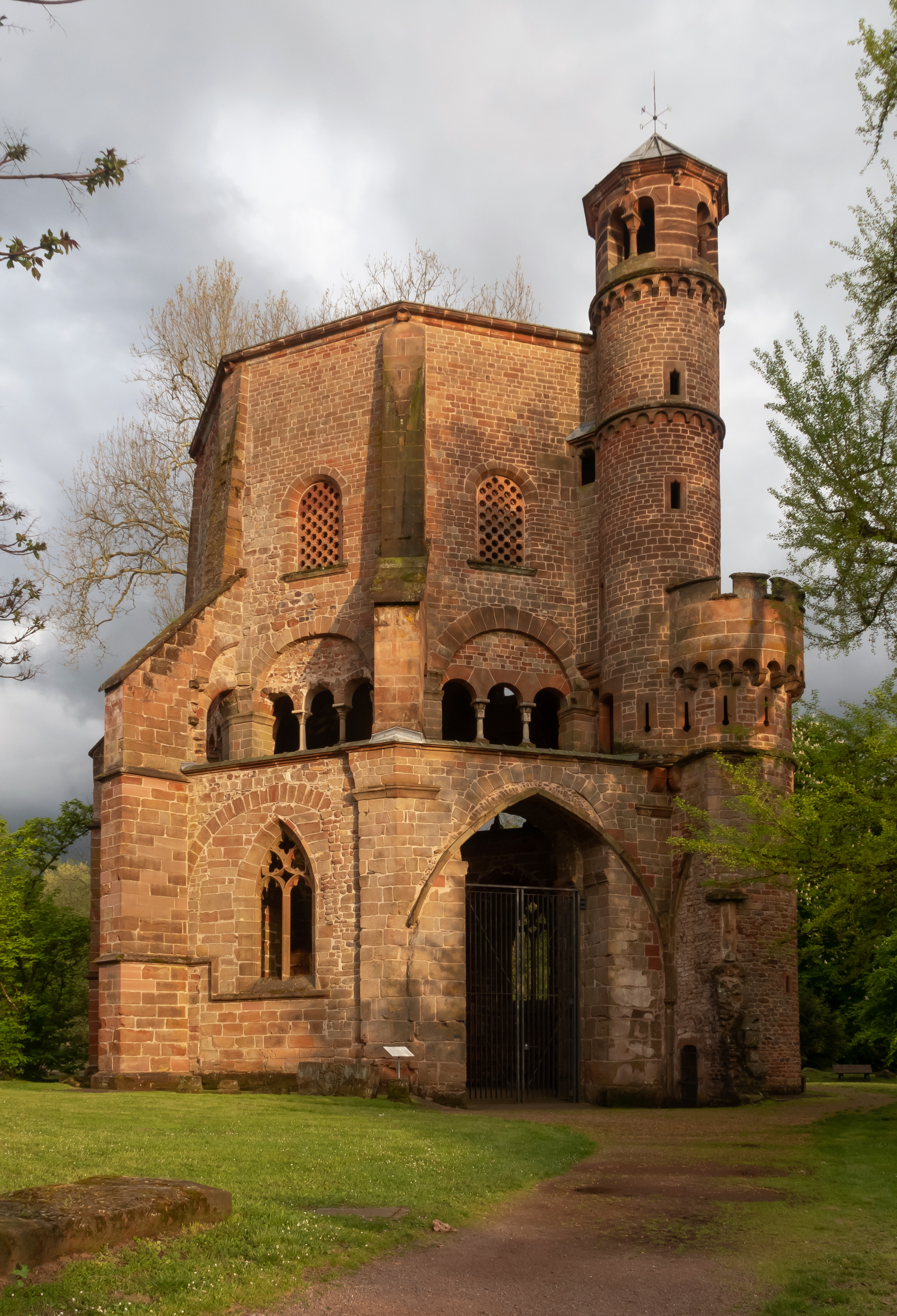
Toren: de Alter Turm
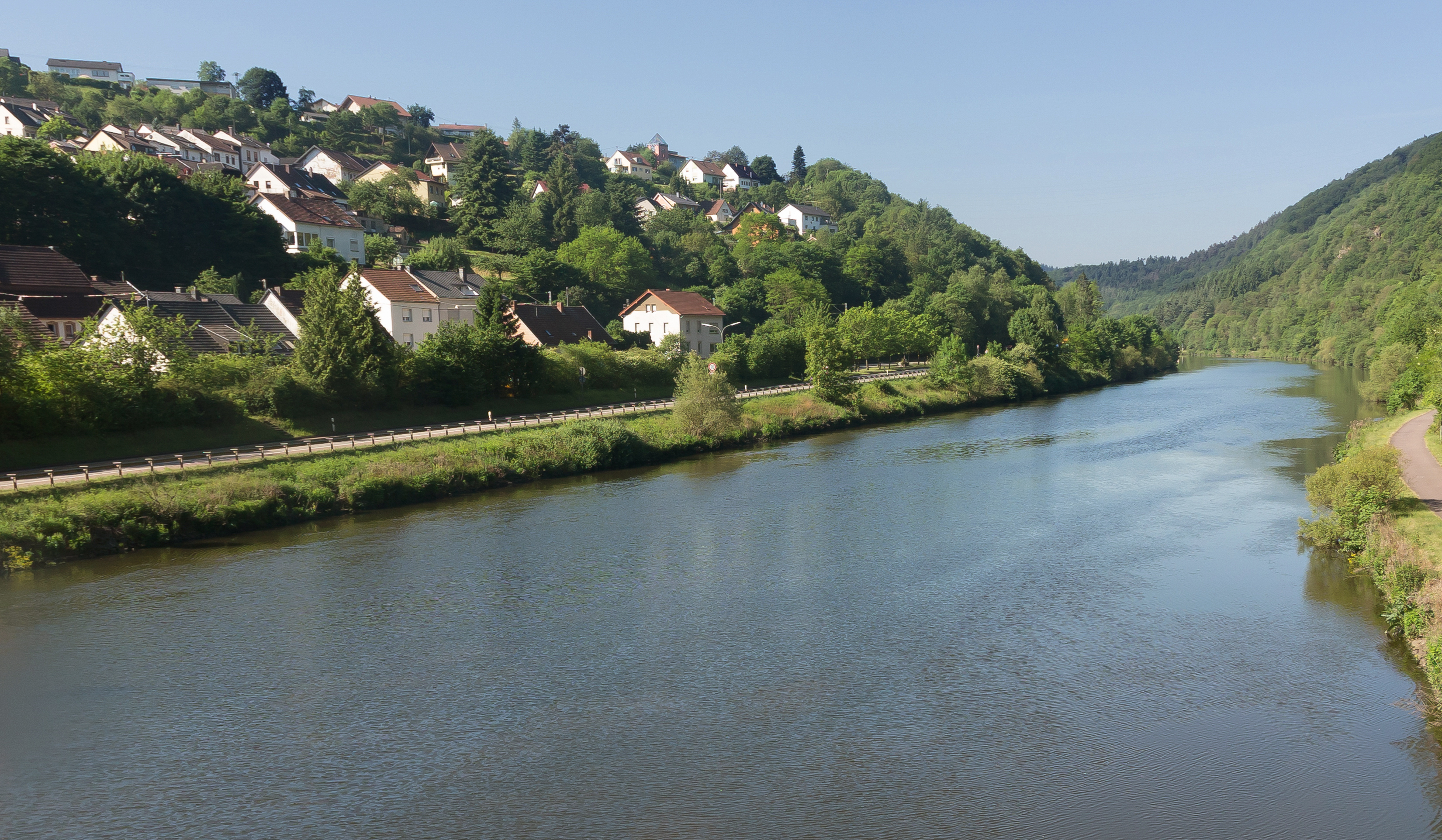
Saarhölzbach aan de Saar
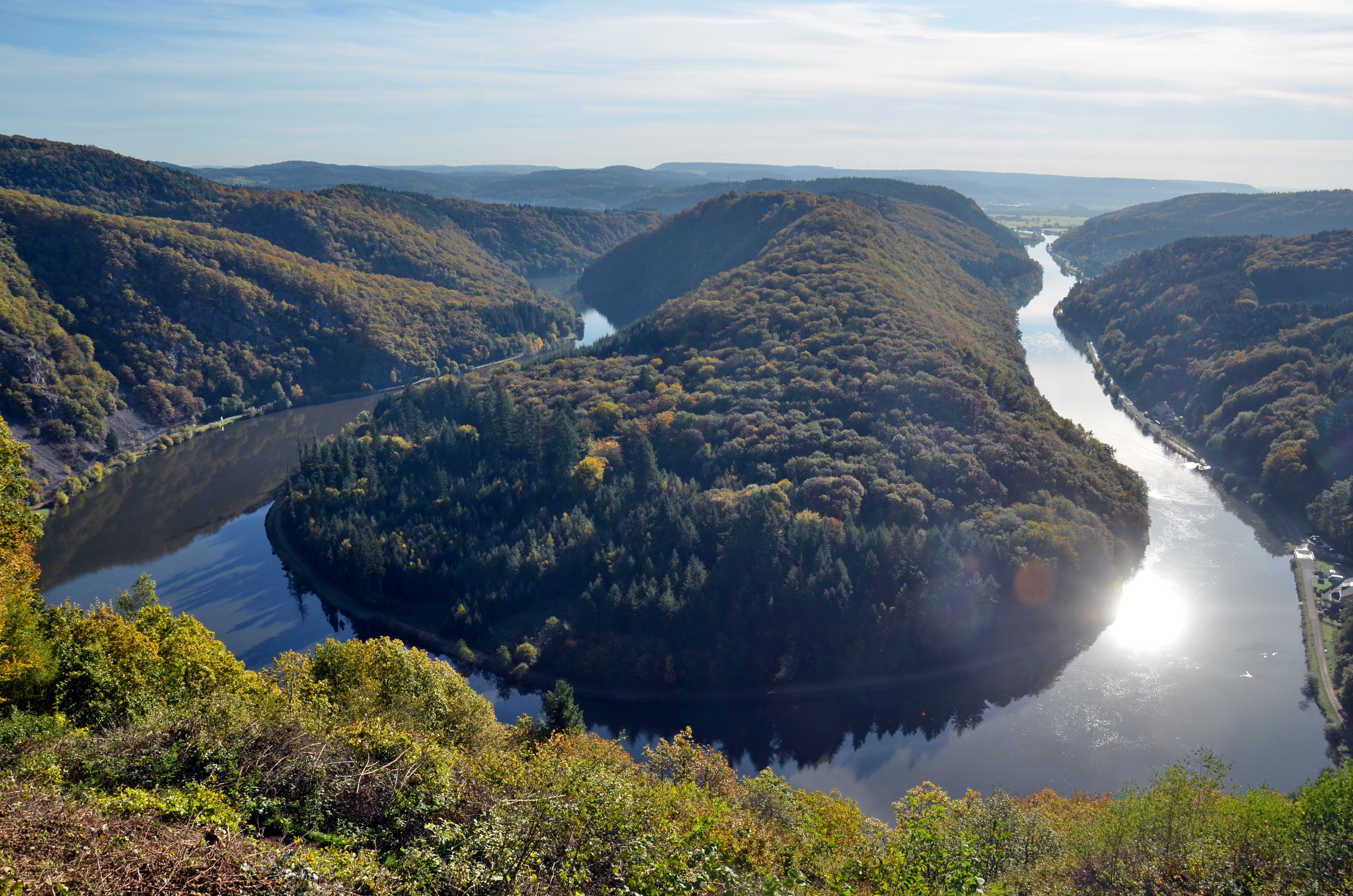
Saarschleife
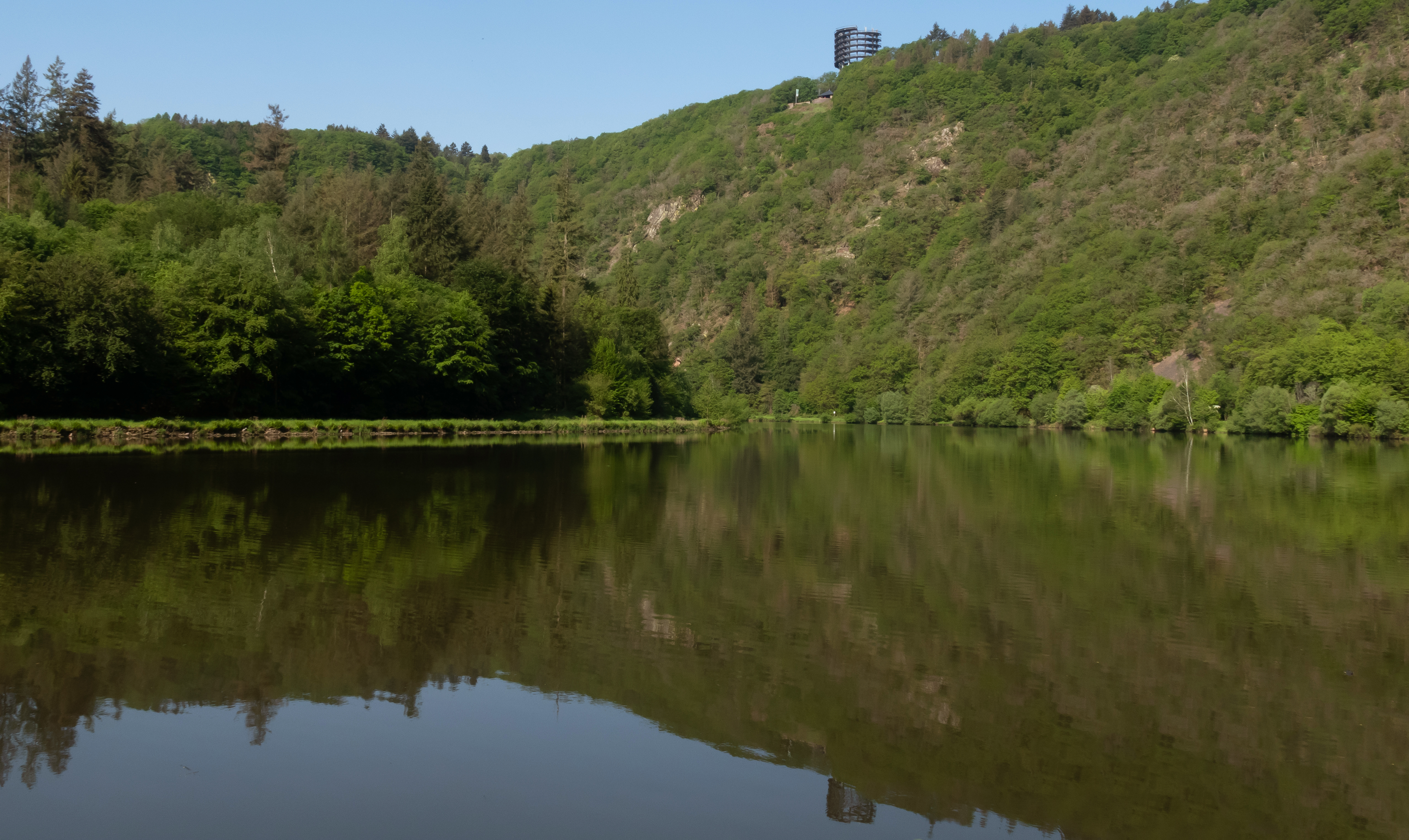
De Saarschleife (vanaf de grond)

Beckingen ·
Losheim am See ·
Merzig ·
Mettlach ·
Perl ·
Wadern ·
Weiskirchen